# Maison forte de Lavoncourt
La maison forte de Lavoncourt est un édifice situé à Lavoncourt, en France.

## Localisation
L'édifice est situé sur la commune de Lavoncourt, dans le département français de la Haute-Saône.

## Historique
L'édifice est inscrit au titre des monuments historiques en 1994.